# Баталик
Баталик (англ. Batalik) — город в Ладакхе, Индия.

## История
Во время Каргильской войны в городе происходили ожесточённые бои между индийской армией и кашмирскими моджахедами. В одном из боевых вылетов индийский бомбардировщик Canberra был подбит из ПЗРК Stinger над городом Баталик.